# Hemileuca maia

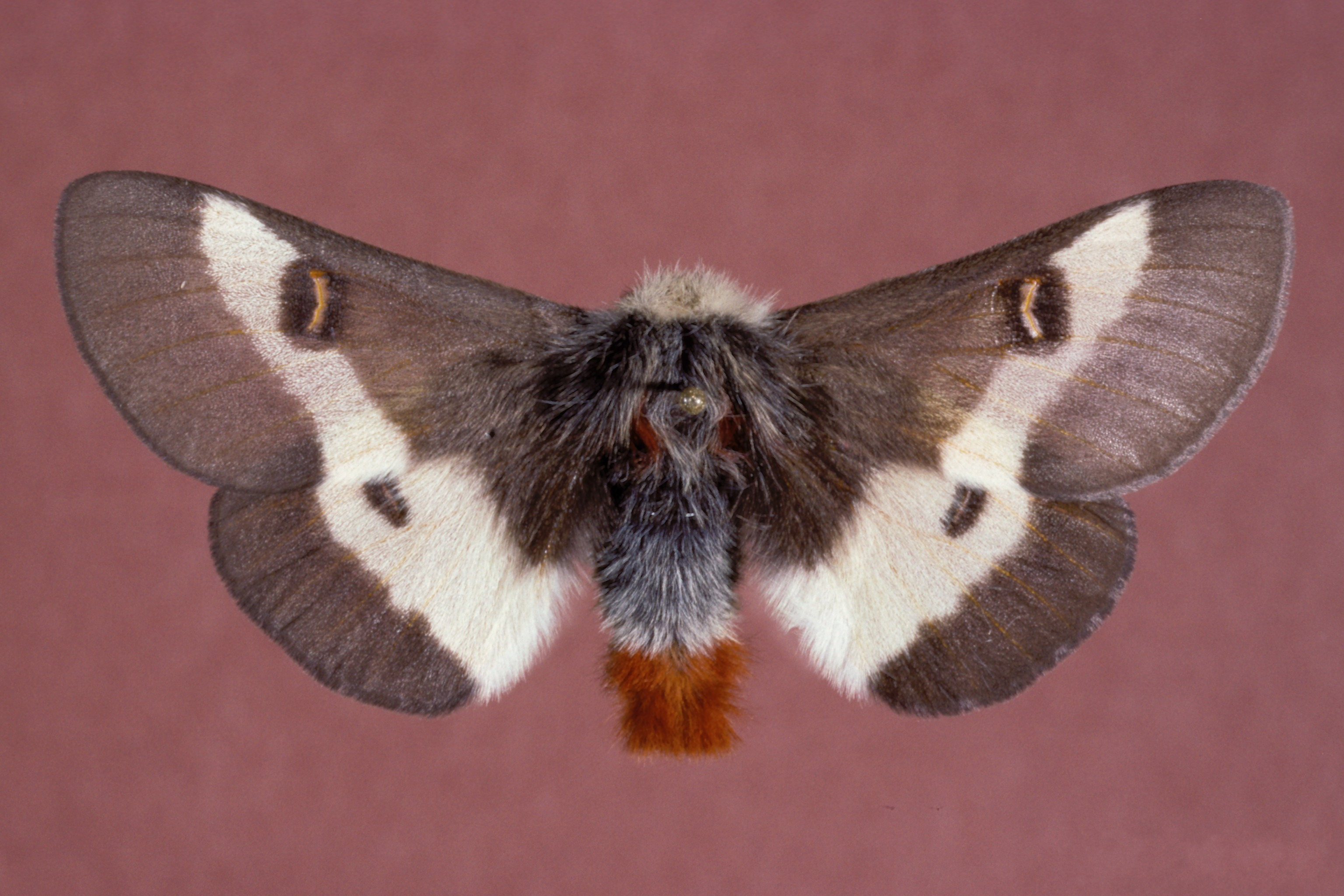
Präparat eines Männchens

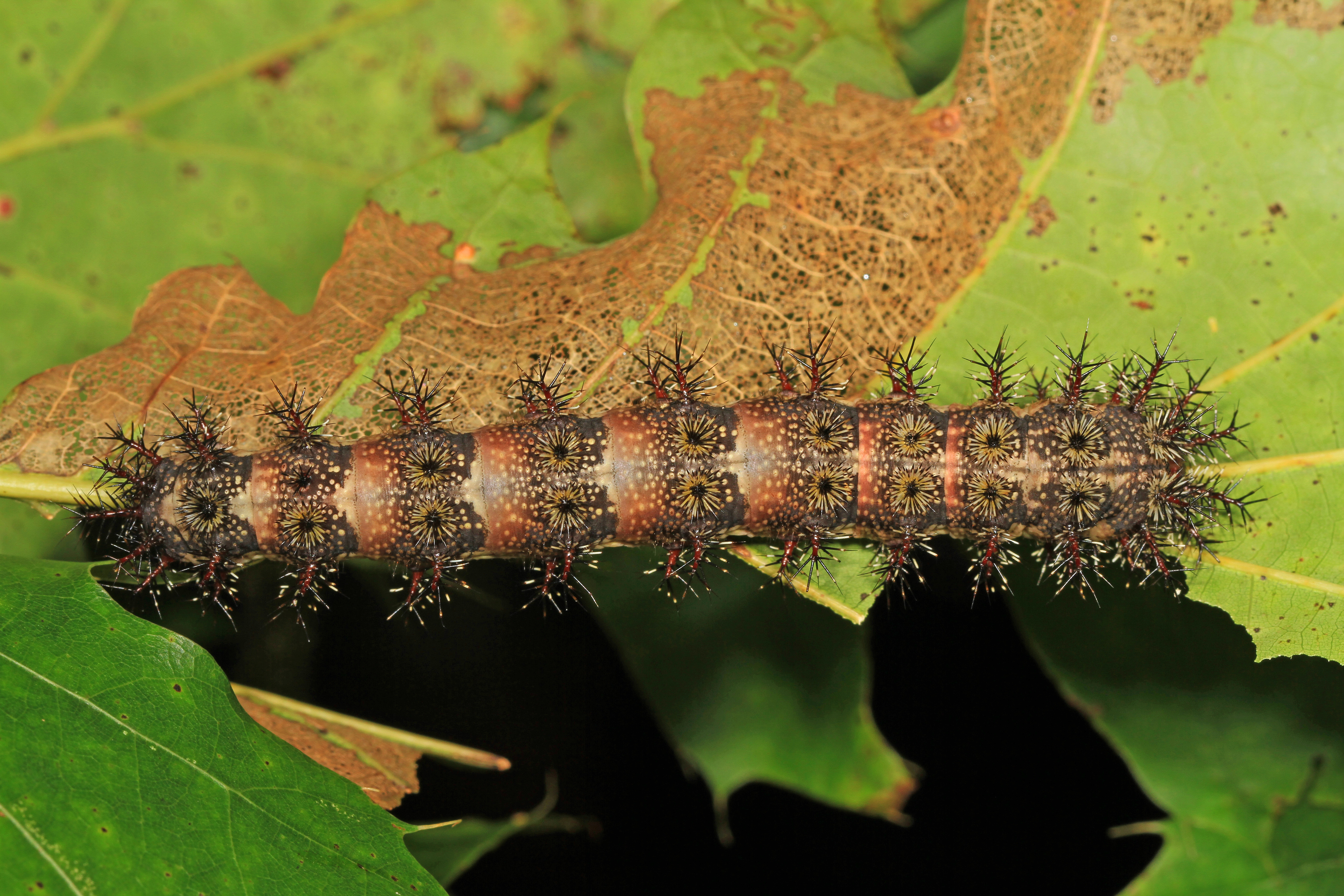
Raupe

Hemileuca maia ist ein in Nordamerika vorkommender Schmetterling aus der Familie der Pfauenspinner (Saturniidae).

## Beschreibung

### Falter
Die Falter erreichen eine Flügelspannweite von 50 bis 75 Millimetern. Die Weibchen sind etwas größer als die Männchen. Die Art zeichnet sich durch einen geringen Sexualdimorphismus aus. Bei beiden Geschlechtern ist die Grundfarbe auf den Flügeloberseiten schwarz. Sämtliche Flügel sind dünn beschuppt. Durch die Diskalregion auf der Vorderflügeloberseite erstreckt sich ein weißes Band, das sich verbreitert auf den Hinterflügeln fortsetzt. Auf Vorder- und Hinterflügeln heben sich halbmondförmige gelbe Diskalflecke ab. Thorax und Abdomen sind pelzig schwarzgrau, der Kopf weißlich behaart. Nur bei den Männchen ist das Hinterleibsende mit buschigen rotbraunen Haaren versehen. Die Fühler der Männchen sind beidseitig gekämmt, diejenigen der Weibchen sind fadenförmig. Ein Saugrüssel fehlt.

### Raupe
Junge Raupen sind dunkelbraun gefärbt und stachelig. Ausgewachsen nehmen sie eine graubraune bis rotbraune Farben an und zeigen eine aus vielen sehr kleinen weißen Punkten gebildete Marmorierung. Der Körper ist auf der gesamten Länge mit stark verzweigten Dornen überzogen.

## Verbreitung und Lebensraum
Hemileuca maia kommt im Osten der USA verbreitet vor. Das Verbreitungsgebiet reicht von Maine bis Florida sowie im Westen bis Texas. Die Art besiedelt Eichenwälder und ist zunehmend auch in Eichenalleen und Parks großer Städte zu finden.

## Lebensweise
Die tagaktiven Falter von Hemileuca maia fliegen in einer Generation von September bis November, in Florida auch noch im Dezember. Sie nehmen keine Nahrung zu sich. Die Weibchen legen die Eier in Spiegeln rund um Zweige, ähnlich wie auch der in Europa heimische Ringelspinner (Malacosoma neustria). Die Eier überwintern. Junge Raupen schlüpfen im März und leben zunächst gesellig, ausgewachsen leben sie einzeln, bilden jedoch lange Ketten, wenn sie sich zur Verpuppung Richtung  Erdboden bewegen. Die Verpuppung erfolgt dann zwischen Mai und Juni ca. drei bis fünf Zentimeter unter der Erdoberfläche. Zuweilen überliegen die Puppen mehrere Jahre. Die Raupen ernähren sich von den Blättern verschiedener Eichenarten (Quercus), dazu zählen Busch-Eiche (Quercus ilicifolia), Virginia-Eiche (Quercus virginiana), Schwarz-Eiche (Quercus marilandica) und Quercus prinoides. Obwohl sie durch Schlupfwespen (Ichneumonidae), Polyhedrosis-Viren oder andere Parasiten zuweilen hohe Verluste erleiden, ist der Bestand der Art nicht gefährdet. Die verzweigten Dornen auf dem Körper der Raupen enthalten zum Schutz vor Fressfeinden giftige Substanzen, u. a. Histamin. Der Kontakt mit den Raupen kann beim Menschen stark juckende Hautreizungen und Allergien hervorrufen, die mehrere Tage anhalten können. In Städten wie Baton Rouge oder New Orleans, wo Eichen in Parkanlagen und Alleen dominieren, wurden die Raupen zeitweise zu einer Plage für Menschen und Haustiere. Die Hautreizungen ähneln denen, die in Europa von den Brennhaaren der Prozessionsspinnerraupen (Thaumetopoeinae) ausgelöst werden.